# Juan Carlos Castagnino

Afiche de 1972 pidiendo la libertad de Agustín Tosco y los demás presos políticos. Dibujo de Juan Carlos Castagnino, actualmente en el Museo del Bicentenario.

Juan Carlos Castagnino (Camet, provincia de Buenos Aires, 18 de noviembre de 1908 - Buenos Aires, 21 de abril de 1972) fue un pintor, arquitecto y dibujante argentino.

## Biografía
Cursó estudios en la Escuela Superior de Bellas Artes de la Nación Ernesto de la Cárcova, para luego concurrir a los talleres de Lino Enea Spilimbergo -a quien considerará siempre su maestro- y de Ramón Gómez Cornet.
A fines de la década del '20 ingresa al Partido Comunista de la Argentina.
En 1933 integra el grupo que fundará el primer sindicato argentino de artistas plásticos. Ese mismo año expone en el Salón Nacional de Bellas Artes. Junto a Antonio Berni, Lino Enea Spilimbergo y el mexicano Siqueiros, realiza los murales en la Quinta de Natalio Botana, en Don Torcuato.
En 1939 viaja a París, ciudad donde asiste al taller de André Lhote, y recorre Europa perfeccionando su arte junto a Braque, Léger y Picasso, entre otros.
Regresa a la Argentina en 1941, se casa con Nina Haeberle, recibe el título de Arquitecto de la Universidad de Buenos Aires y se muda a su atelier de la Av. General Paz 13545 en Villa Insuperable.
Entre los premios que recibió se destacan el Gran Premio de Honor Salón Nacional (1961), la Medalla de Honor en Pintura de la Feria Internacional de Bruselas (1958) y el Premio Especial de Dibujo II Bienal de México (1962).
Son muy difundidas sus ilustraciones para la edición del poema gauchesco Martín Fierro de José Hernández que efectuó la editorial EUDEBA.
Finalmente, vale hacer una especial mención al mural "Mujer Trabajando" (1934, fuera de catálogo), pintado durante su estadía en la Biblioteca Popular y "Veladas de Estudio después del trabajo" (Entre ríos 731, Avellaneda, Pcia. De Buenos Aires). Dicha obra fue restaurada como un donativo a la institución por el maestro Piero Bernini.
La misma Institución, se mantiene fiel a la memoria de Castagnino y a la de los artistas con una visión social de la Pintura (Face /Veladas Biblioteca).
Fue nombrado miembro de número de la Academia Nacional de Bellas Artes.

## Distinciones
- Gran Premio de honor del Salón Nacional (1961)
- Medalla de Honor en la Expo '58 (Bruselas)
- Mención especial, II México, D. F. Bienal (artes) (1962)